# Televisora del Sur
Televisora del Sur, más conocida como TVS, es una cadena de televisión por cable paraguaya, que fue fundada el 3 de mayo de 1999, y tiene su sede en las calles Mariscal Estigarribia casi Villarrica de la ciudad de Encarnación, Itapúa, Paraguay. Posee una programación variada como Noticias, Deportes, Conciertos, Eventos, Infantiles, Series, Películas, Telenovelas, Interés General y más.

## Programación

### Noticias
- TVS Noticias ( Ediciones Mediodía y Central)
- Encarnación Directo
- Síntesis TVS
- Informe Semanal

### Deportes
- TVS Deportes
- Tiro Directo
- Goles TVS

### Interés General
- Arriba Encarnación

### Dibujos Animados
- Papa Novato
- Mack Jack, El Pirata